# Hochschule der Sächsischen Polizei (FH)

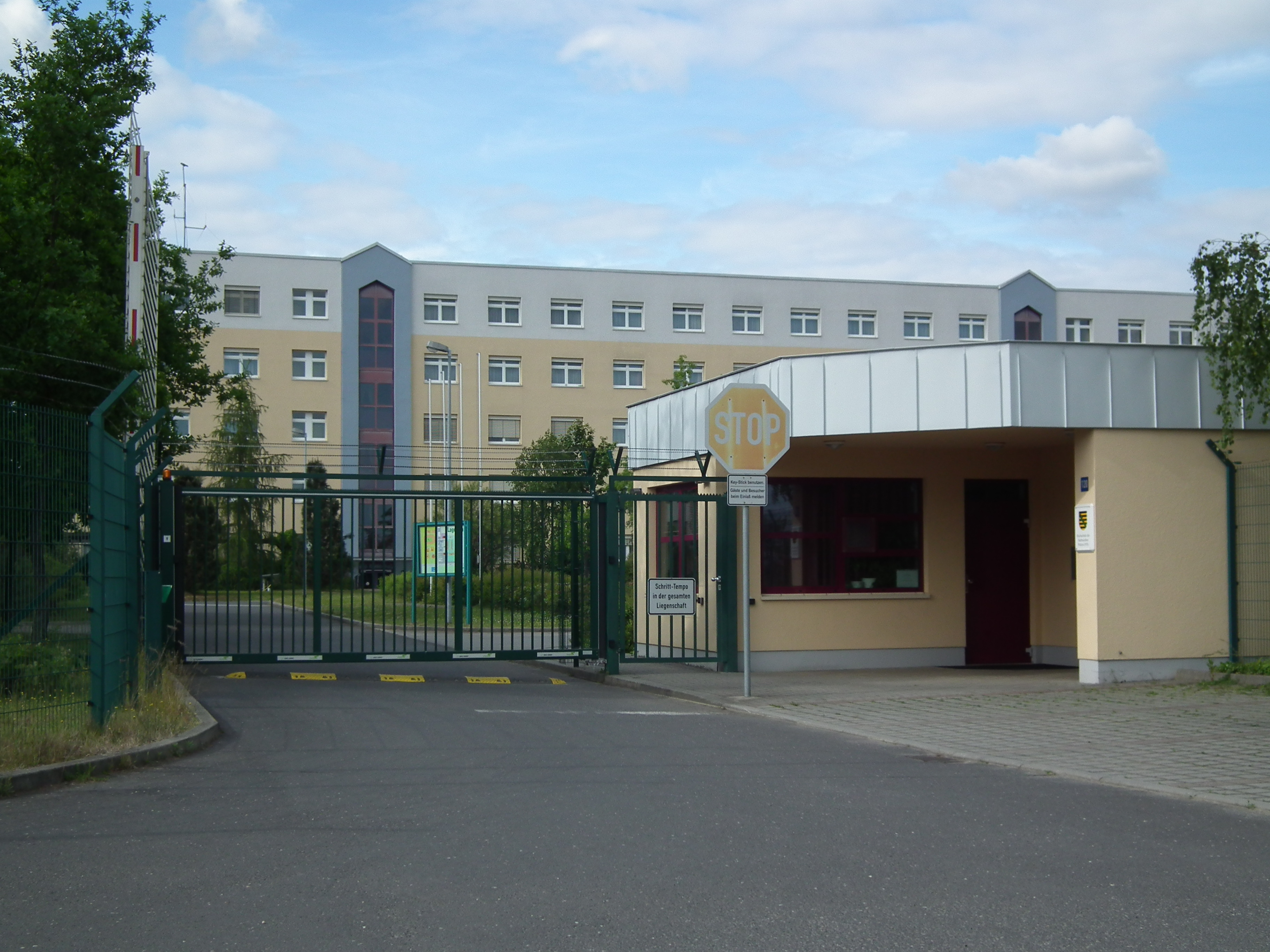
Hochschule der Sächsischen Polizei (FH)

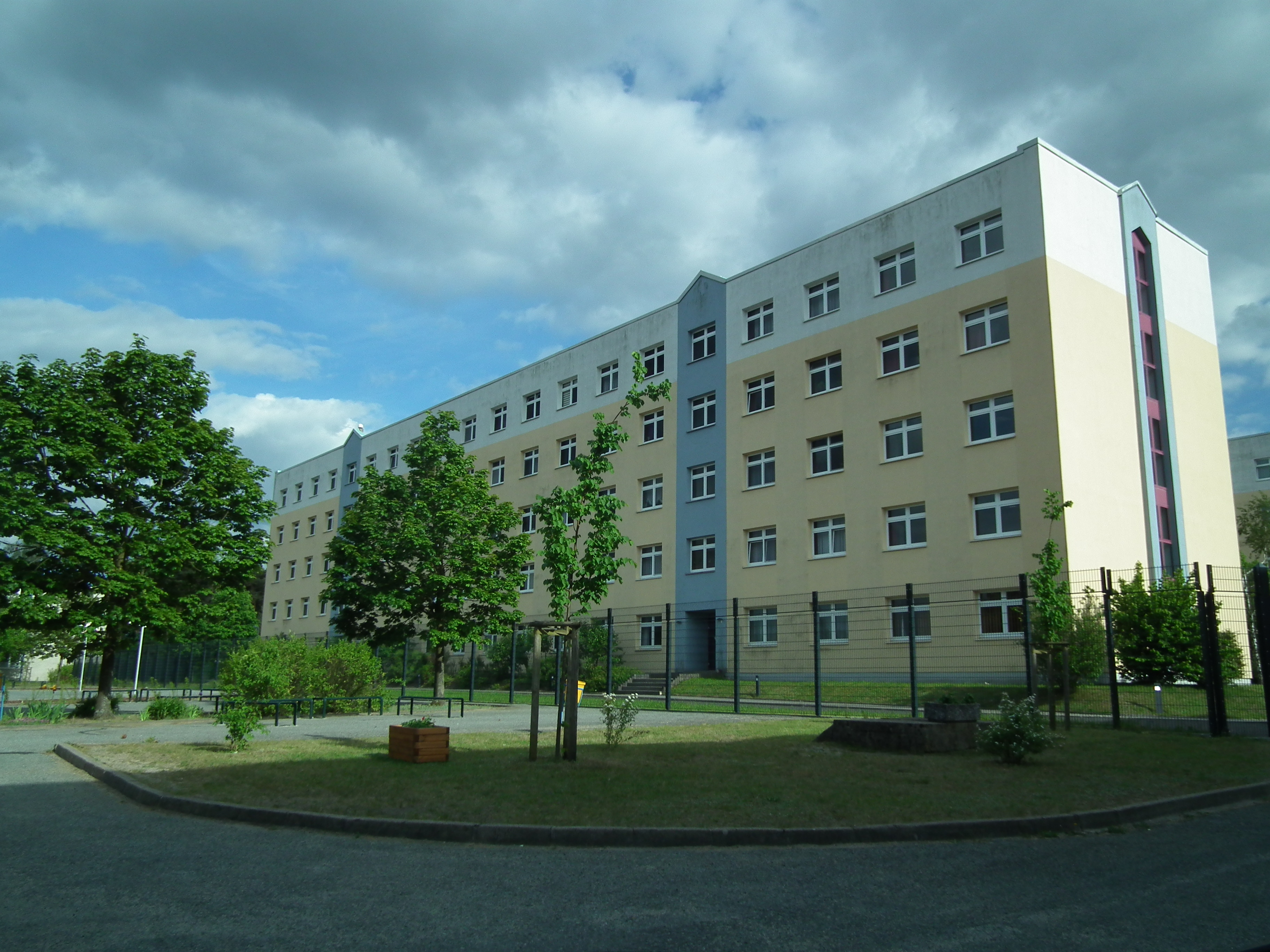
Hochschule der Sächsischen Polizei (FH)

Die Hochschule der Sächsischen Polizei (FH) ist eine Einrichtung des Freistaates Sachsen in Rothenburg/Oberlausitz mit einer Außenstelle in Bautzen. Sie wurde am 1. Oktober 1994 mit Unterzeichnung der Gründungsurkunde formal gegründet. Pro Jahr werden ca. 175 bis 250 Studenten für den gehobenen Polizeivollzugsdienst ausgebildet. Den kleineren Teil der Studenten (35 %) stellen Aufstiegsbeamte. Etwa zwei Drittel der Studenten sind Seiteneinsteiger, die in einer sechsmonatigen Vorausbildung auf das Polizeistudium vorbereitet werden. Ein Viertel der Studierenden sind Frauen. Nach erfolgreichem Abschluss des Studiums erfolgt die Ernennung zum Polizei- oder Kriminalkommissar. Außerdem wird jährlich eine geringe Anzahl ausgewählter Beamte der Laufbahngruppe 2.1 (Gehobener Dienst) der Sächsischen Polizei als Anwärter für ein Studium für die Laufbahngruppe 2.2 (Höherer Dienst) im Rahmen des Masterstudienganges an der Deutschen Hochschule der Polizei im ersten Studienjahr ausgebildet. Der Bachelor-Studiengang umfasst neben dem Polizeivollzugsdienst auch den Schwerpunkt Computer- und Internet-Kriminalitätsdienstes (CuIKD) zur Bekämpfung der Cyberkriminalität.

## Studienvoraussetzungen
Voraussetzungen für das Studium sind die allgemeine oder fachgebundene (Fach-)Hochschulreife, körperliche und gesundheitliche Eignung, ein Höchstalter von 31 Jahren und das Bestehen des mehrgliedrigen Auswahlverfahrens. Für Aufstiegsbeamte gelten besondere Regelungen.

## Geschichte
Im Jahre 1991 erfolgte eine Entscheidung des sächsischen Kabinetts zur Errichtung einer Fachhochschule für Polizei im Freistaat Sachsen. Im Mai 1992 begann die Arbeit des Aufbaustabes der Fachhochschule an der Landes-Polizeischule Sachsen (LPS) in Bautzen. Der erste Ausbildungslehrgang begann im Juni des Jahres 1992 in Bautzen mit der Ausbildung. Erst 1994 wurde mit Baumaßnahmen am Gebäude des ehemaligen Fliegerausbildungsgeschwaders 15 des Kommandos Luftstreitkräfte/Luftverteidigung (LSK/LV) der NVA der DDR für die zukünftige Fachhochschule begonnen. Mit dem Sächsischen Polizeifachhochschulgesetz (SächsPolFHG) vom 24. Mai 1994 erhielt die Einrichtung ihre rechtliche Grundlage, woraufhin am 4. Oktober 1994 die ersten Studenten ihr Studium in Rothenburg begannen, welches sie im September 1997 abschlossen. Aufgrund des Gesetzes zur Modernisierung der Sächsischen Verwaltung kommt es zur Namensänderung in „Hochschule der Sächsischen Polizei (FH)“. Mit Beginn des 17. Studienganges im Oktober 2010 führte die Hochschule den im Rahmen der auch von Deutschland unterzeichneten Erklärung von Bologna einen neuen, modularen Studiengang ein, der nach dreijähriger Ausbildung mit dem Titel „Bachelor of Arts B. A.“ abschließt.
Seit 2018 finden sowohl auf dem Hochschulcampus in Rothenburg/O.L., als auch in Bautzen, umfangreiche Bauarbeiten statt, um die geplante Erweiterung der Hochschule der Sächsischen Polizei (FH) angesichts weiterhin stark steigender Studienzahlen zu realisieren. U. a. wurde bereits eine moderne Sport- und Mehrzweckhalle am Standort in Rothenburg/O.L. fertiggestellt und ihrer Bestimmung im Rahmen des laufenden Studienbetriebes übergeben. Am Standort Bautzen konnte zu Beginn des Jahres 2023 eine neue Mensa in Betrieb genommen werden. Im Zuge dieser Ertüchtigung ist auch der Ausbau der campuseigenen IT-Infrastruktur (Campus 4.0) vorgesehen.
Ab 2013 wurde das seit 1992 bestehende Fortbildungszentrum Bautzen der Hochschule angegliedert. Seit 1. August 2019 existiert zudem ein Aufbaustab für die neue Polizeidirektion Aus- und Fortbildung, der die qualitätssichernde Führung und Steuerung der gesamten polizeiinternen Aus- und Fortbildung obliegt. Am 12. Dezember 2019 wurde am Hochschulstandort in Rothenburg/Oberlausitz das Sächsische Institut für die polizeiliche Sicherheitsforschung (SIPS) gegründet.

## Internationalisierungsaktivitäten mit Erasmus+
Seit dem 22. Dezember 2020 verfügt die Hochschule der Sächsischen Polizei (FH) über eine Erasmus+-Qualitätszertifizierung, seit 2016 über eine Erasmus Charter of Higher Education (ECHE).
In der Folge wurden bisher acht inter-institutionelle Vereinbarungen (IIV) zu anderen Erasmus-Partnerhochschulen in Tschechien (Prag), der Slowakei (Bratislava), Ungarn (Budapest), Polen (Szczytno und Legnica), Estland (Tallinn), Lettland (Riga) und Litauen (Vilnius und Kaunas) in den Programmländern abgeschlossen. Darüber hinaus existieren weitere Verbindungen zu anderen Hochschulen im Erasmus-Netzwerk, die nicht auf einer IIV beruhen, so z. B. nach den Niederlanden (Apeldoorn, Leeuwarden), Großbritannien (Portsmouth, Kent und Edinburgh), Schweden (Huddinge, Växjö) und Rumänien (Bukarest).
Da die Hochschule der Sächsischen Polizei (FH) als Einstellungs- und Ausbildungsbehörde fungiert sowie personalrechtliche Zuständigkeit hat, eröffnet dies eine Erasmus+-Förderung für Fort- und Weiterbildungszwecke (ST; Mobilitätsart STT), etwa in Form akademischer Workshops, auf Basis wissenschaftlicher Arbeitspläne.
Außerdem können Studierende der Erasmus+-Partnerhochschulen aus den Programmländern im Rahmen von Austauschsemestern oder Praktika an der Hochschule der Sächsischen Polizei (FH) aufgenommen werden. Dies erfolgte mit mehreren Studierenden der tschechischen und ungarischen Erasmus-Hochschulpartner. In der Vergangenheit wurden außerdem mehrfach Lehrkräfte der Partnerhochschulen in das Vorlesungsgeschehen eingebunden sowie sonstige ausländische Hochschulmitarbeiter in Form von Praktika und Kurzaufenthalten betreut.
Das Lehrpersonal der Hochschule der Sächsischen Polizei (FH) unterrichtet unter Nutzung der Mobilitätsart STA auf Grundlage der bestehenden IIV an den jeweiligen Partnerhochschulen. Soweit Gastdozenten von anderen Polizeieinrichtungen des Freistaates Sachsen in den wissenschaftlichen Lehrbetrieb oder die Betreuung von Bachelor-Arbeiten der Studierenden an der Hochschule der Sächsischen Polizei (FH) eingebunden sind, können auch diese am Erasmus+-Programm teilnehmen, wenn ein nachweisbarer dienstlicher Bezug zur Hochschule der Sächsischen Polizei (FH) besteht und entsprechend begründet werden kann.
2019 beendete die Hochschule der Sächsischen Polizei (FH) erstmals ein 24 Monate laufendes Erasmus+-Mobilitätsprojekt (Projekt 2017). Bei der Erasmus+-Jahrestagung 2019 zeichnete der DAAD die Hochschule zusammen mit neun deutschen Hochschulen mit dem „Erasmus+-Best-Practice-Status“ u. a. für vorbildliches Projektmanagement, gute Binnenmobilisierung und Teilnehmerbetreuung aus.
Die Hochschule der Sächsischen Polizei (FH) ist die einzige Einrichtung innerhalb der Sächsischen Polizei, die Teil des Erasmus+-Netzwerkes ist. Neben der Teilnahme am Mobilitätsprogramm (KA1; KA103) von Erasmus+ wirkt diese polizeiliche Hochschulbildungseinrichtung im Freistaat Sachsen auch an internationaler Erasmus+-Projektarbeit (KA2; KA203)
Das Erasmus-Projekt „Vocal in Need“ wurde am 30. September 2019 nach 24 Monaten Laufzeit erfolgreich abgeschlossen. Als Projektergebnis wurden von neun beteiligten Institutionen eine Handy-App entwickelt, welche fremdsprachliche Kommunikation zwischen polizeilichen Einsatzkräften sowie Flüchtlingen, Migranten und Asylbewerbern erleichtert.

## Fachbereiche
- Polizeiliches Management
- Recht, Sozialwissenschaften, Sprachen
- Fremdsprachen

Die Studierenden müssen obligatorisch Englisch belegen. Künftig ist vorgesehen, Polnisch, Tschechisch und Russisch in Form von Wahlpflichtfächern anzubieten. Formal kann auch Sorbisch als Fremdsprache angeboten werden. Aus verschiedenen Gründen kam es aber noch nie zur Sprachausbildung in Sorbisch. Das Angebot der Wahlpflichtfächer umfasst nahezu die gesamte Bandbreite der Polizeiwissenschaften.
Im Rahmen der Ausbildung führen die Studenten verschiedene Praktika zumeist bei Behörden (Kommunalverwaltung, Justiz, Zoll und Bundespolizei) durch.

## Auslandsbeziehungen
Die Hochschule unterhält Auslandsbeziehungen zu folgenden Einrichtungen:
- Polizeiakademie in Szczytno (Polen)
- Witelon Fachhochschule in Legnica (Polen)
- Polizeiakademie der Tschechischen Republik in Prag (Tschechien)
- Höhere Polizeimittelschule in Prag (Tschechien)
- Polizeiakademie in Bratislava (Slowakei)
- Hochschule für den Öffentlichen Dienst in Budapest (Ungarn)
- Polizeiakademie in Bukarest (Rumänien)
- Staatliches Polizeicollege in Riga (Lettland)
- Sicherheitsakademie in Tallinn (Estland)
- University of Portsmouth in Portsmouth (Vereinigtes Königreich) (Zusammenarbeit ausgesetzt mit Wirkung vom 27. Februar 2019 seitens des britischen Partners aufgrund des anstehenden BREXIT)
- University of Kent in Canterbury (Vereinigtes Königreich)
- University of Edinburgh in Edinburgh (Vereinigtes Königreich)
- Polizeiakademie in Apeldoorn (Niederlande) (Zusammenarbeit ruht derzeit)
- University of Applied Sciences Van Hall Larenstein in Leeuwarden (Niederlande)
- Södertörn Hochschule in Huddinge (Schweden)
- Universität in Växjö (Schweden)
- Juristische Hochschule in Belgorod (Russische Föderation)
- Mykolas-Romeris-Universität, Akademie für Öffentliche Sicherheit in Vilnius/Kaunas (Litauen)
- New Scotland Yard und Kent Police Headquarters Maidstone (Großbritannien)
- Kinder- und Jugend-Aliyah e. V. / Jugenddorf Kannot (Israel)
- Fachhochschule Wiener Neustadt (Österreich)
- Universitätszentrum der Guardia Civil Aranjuez (Spanien)

## Belege
1. ↑  Steffen Gerhardt: Neue Unruhe in der Rothenburger Polizeihochschule. In: Sächsische Zeitung, Lokalredaktion Görlitz (via PressReader). 4. Januar 2025, abgerufen am 7. Mai 2025.
2. ↑  Polizei-Hochschule in Bautzen hat eine moderne Mensa. In: Sächsische.de. 10. Februar 2023, abgerufen am 28. Februar 2023.
3. ↑  Polizei Sachsen: Die Geschichte der Hochschule.
4. ↑  Sächsisches Institut für die polizeiliche Sicherheitsforschung (SIPS)
5. ↑  Erasmus Charter for Higher Education (ECHE) – Nationale Agentur für EU-Hochschulzusammenarbeit – DAAD. In: eu.daad.de. Abgerufen am 18. April 2019.
6. ↑  Inter-Institutional Agreement – Nationale Agentur für EU-Hochschulzusammenarbeit – DAAD. In: eu.daad.de. Abgerufen am 18. April 2019.
7. ↑  Erasmus+ Programmländer – Nationale Agentur für EU-Hochschulzusammenarbeit – DAAD. In: eu.daad.de. Abgerufen am 18. April 2019.
8. ↑  Fort- und Weiterbildungsmöglichkeiten im Ausland – Nationale Agentur für EU-Hochschulzusammenarbeit – DAAD. In: eu.daad.de. Abgerufen am 18. April 2019.
9. ↑  Vereinbarungen mit Geförderten und Partnerhochschulen – Nationale Agentur für EU-Hochschulzusammenarbeit – DAAD. In: eu.daad.de. Abgerufen am 18. April 2019.
10. ↑  Lehre im Ausland – Nationale Agentur für EU-Hochschulzusammenarbeit – DAAD. In: eu.daad.de. Abgerufen am 18. April 2019.
11. ↑  Teilnahme am Erasmus+ Programm – Nationale Agentur für EU-Hochschulzusammenarbeit – DAAD. In: eu.daad.de. Abgerufen am 18. April 2019.
12. ↑  Mobilität von Einzelpersonen – Nationale Agentur für EU-Hochschulzusammenarbeit – DAAD. In: eu.daad.de. Abgerufen am 18. April 2019.
13. ↑  Mobilität mit Programmländern (KA103) – Nationale Agentur für EU-Hochschulzusammenarbeit – DAAD. In: eu.daad.de. Abgerufen am 18. April 2019.
14. ↑  Partnerschaften und Kooperationsprojekte – Nationale Agentur für EU-Hochschulzusammenarbeit – DAAD. In: eu.daad.de. Abgerufen am 18. April 2019.
15. ↑  Erasmus+ Strategische Partnerschaften (KA203) – Nationale Agentur für EU-Hochschulzusammenarbeit – DAAD. In: eu.daad.de. Abgerufen am 18. April 2019.
16. ↑  Vocal in Need: Overcoming Comunication Barriers in Integration – bridges to europe. In: bridgestoeurope.com. Abgerufen am 18. April 2019 (englisch).
17. ↑  Vocal in Need: vocal in need; Bezugsquelle Mobile App bei Google Play. In: vocal.erasmus.site. Danmar Computers LLC, abgerufen am 18. April 2019.

Koordinaten: 51° 21′ 34,9″ N, 14° 57′ 40,4″ O